# Cirugía bariátrica
Cirugía bariátrica es el conjunto de procedimientos quirúrgicos usados para tratar la obesidad, buscando disminución del peso corporal y como alternativa al tratamiento con otros medios no quirúrgicos.

## Etimología
El término “bariátrico” deriva de la palabra griega βαρύς, “barýs”, que significa “pesado” o “pesadez”, “peso que abruma”, y de ἰατρικός, “iatrikós”, “relativo al tratamiento médico”. El término bariátrico se asocia con obesidad. Pese a que se le reconoce etimología griega, diversas teorías sitúan el origen de esta palabra en el idioma hebreo basándose en su utilización en las Antiguas Escrituras.

## Bases fisiopatológicas
El objetivo base de la cirugía bariátrica es disminuir el aporte energético y la formación de grasa corporal sin estimular el consumo de la ya formada, bajo dos principios: la restricción o reducción de alimentos ingeridos (controlando metabólicamente el consumo de alimentos, sin alterar el apetito) y modificando su absorción, para que de esta manera la ingesta calórica sea adecuada para la reducción gastroesofágica sin afectar directamente el metabolismo corporal. Tiene como principal finalidad prevenir la morbimortalidad relacionada con la obesidad, disminuyendo la comorbilidad asociada y mejorando la calidad de vida a través de una pérdida de peso suficiente y prolongada con un mínimo de complicaciones.

## Tipos de procedimientos
La cirugía bariátrica se clasifica según los cambios en el tracto gastrointestinal.
Por los principios antes descritos y su combinación, existen tres categorías: Cada categoría y procedimiento tiene sus propios resultados a largo plazo y su potencial impacto en la nutrición. Todas estas alternativas pueden resultar en deficiencias de hierro, vitamina B12, ácido fólico y calcio.

### Técnicas restrictivas
Corresponde a aquellos procedimientos que disminuyen el volumen de la cavidad gástrica y que inducen a la pérdida de peso al reducir el tamaño o la capacidad gástrica, limitando drásticamente la ingesta de alimentos.
- Gastroplastia vertical en banda GVB: En esta técnica se crea un reservorio gástrico pequeño en la parte superior del estómago sobre la curvatura menor, construyendo inicialmente una ventana gástrica con una engrapadora circular. Posteriormente se excluye el resto del estómago mediante la aplicación de 4 líneas de grapas de dicha ventana hacia el ángulo de His, o bien mediante la sección del estómago con una engrapadora lineal cortante.

La sección del estómago permite eliminar la posibilidad de una dehiscencia de la línea de grapas. Sin embargo, aumenta el riesgo de una fístula. La salida del reservorio hacia el resto del estómago se ve limitada por la colocación de un anillo o banda de material no absorbible, creando así un orificio de salida con un diámetro de 1 cm
- Gastroplastia vertical anillada: Consiste en la creación de un pequeño reservorio gástrico mediante una línea de grapas, que separa el reservorio del fundus remanente y una banda o anillo protésico que lo conecta con el resto del tubo digestivo.[7]
- Banda gástrica ajustable: En este procedimiento se coloca una banda alrededor de la unión esófago-gástrica, específicamente diseñada para crear un reservorio gástrico pequeño (25 cm aproximadamente) con una salida que puede regularse mediante la insuflación de la parte interna de la banda, permitiendo así ajustarla a las necesidades de cada paciente.[6]
- Manga gástrica o gastrectomía vertical: Se realiza la gastrectomía desde 6 a 8 cm del píloro hasta el ángulo de His mediante disparos continuos de sutura mecánica lineal cortante específica para pared gástrica. Una vez realizado el corte, la porción de estómago resecada se extrae.[8]

- Balón intragástrico o balón gástrico: Es un globo de silicona con capacidad de 400 a 900 cc según el fabricante, cuya finalidad es lograr una ocupación parcial del estómago y crear así una sensación de saciedad precoz y disminución del apetito. Este dispositivo se introduce en el estómago mediante técnica endoscópica.[9]
- Plicatura gástrica: procedimiento de reciente introducción por el que se reduce el tamaño del estómago realizando en este un pliegue mediante el uso de grapas. Tiene el atractivo de ser menos invasiva, pues no requiere hacer cortes en el estómago.[10] Una técnica relacionada es el método Endomina,[11] un procedimiento endoscópico mínimamente invasivo que permite realizar plicaturas gástricas mediante suturas internas. Esta técnica está indicada para pacientes con obesidad moderada que buscan una alternativa no quirúrgica a las intervenciones tradicionales.

### Técnicas malabsortivas
Procedimientos exclusivamente malabsortivos; estos raramente son realizados, debido al alto riesgo de serias complicaciones en el tiempo.
- Bypass yeyunoileal: Usado mayormente en el tratamiento de la diabetes tipo 2[12]

### Técnicas mixtas (o restrictivas/malabsortivas)

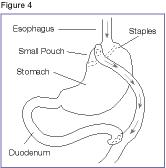
Derivación gástrica en Y de Roux

Procedimientos mixtos restrictivo-malabsortivos que, además de reducir la capacidad gástrica, alteran la continuidad gástrica normal e interrumpen la absorción de los nutrientes y alimentos ingeridos.
- Bypass gástrico: es el procedimiento más usado actualmente.
- Derivación biliopancreática (Scopinaro, Marceau, Larrad): Esta intervención combina una restricción gástrica discreta, practicando una gastrectomía subtotal que deja un reservorio gástrico de 200 a 400cc de capacidad. Asociado a la gastrectomía se realiza una derivación biliopancreática mediante anastomosis gastroyeyunal en Y de Roux, con un segmento largo de intestino delgado desfuncionalizado al que se denomina asa biliopancreática, y un canal intestinal común de 50 cm[6]

Una técnica de reciente investigación y desarrollo, y que orienta a otro tipo de cirugía bariátrica, es el marcapasos gástrico que regula el apetito enviando descargas neuroeléctricas para producir sensación de saciedad.

## Indicaciones de la cirugía bariátrica
La indicación primordial es en aquellos casos en que el tratamiento médico (que es el de primera elección) con dieta, ejercicio y medicamentos y, en general, siguiendo un programa médico que integra cambios de conducta, actividades físicas y apoyo psicológico, fracasa en conseguir una pérdida de peso sostenida, como, por ejemplo, en casos de obesidad de clase III también llamada obesidad mórbida, u obesidad de clase II con Índice de masa corporal (IMC) mayor de 35 con presencia de complicaciones o problemas médicos serios y también en caso de embarazo.
Las publicaciones coinciden en afirmar que, en casos de obesidad mórbida, se ha establecido que el único tratamiento realmente efectivo para la obesidad mórbida es la cirugía bariátrica, siempre y cuando el tratamiento sea realizado por un equipo idóneo. Ningún tipo de cirugía ha logrado asegurar la mantención de peso a largo plazo, ya que se observan cifras de reducción de peso con un amplio rango. De cualquier modo, las indicaciones en cada caso deben ser establecidas por profesionales de la medicina y por razones de salud, teniendo en cuenta las recomendaciones de los expertos disponibles en la literatura científica y que en general se basan en los criterios publicados por el National Institutes of Health (NIH) de EE. UU. en 1991.
"El paciente y/o sus familiares deben conocer que los procedimientos quirúrgicos a los que va a ser sometido, son considerados técnicas de cirugía mayor y de alto riesgo, entre otros motivos por las comorbilidades que la enfermedad misma conlleva"… "También deben conocer que se trata de una cirugía funcional que altera la anatomía del aparato digestivo, produciendo, en algunos casos, grados variables de malabsorción intestinal y que, en ocasiones, no son técnicas reversibles. El paciente debe entender que, aunque los beneficios estéticos son importantes, no son el objetivo último de la cirugía. Tampoco es el objetivo alcanzar el peso ideal, que, por otro lado, sólo se consigue en algo más de la mitad de los casos. Por último, debido a las alteraciones nutricionales derivadas de las diferentes técnicas quirúrgicas, es necesario realizar un seguimiento médico del enfermo a largo plazo, probablemente de por vida, para detectar y tratar los trastornos nutricionales asociados".
El equipo idóneo para realizar esta cirugía es un grupo multidisciplinario hospitalario que incluye profesionales de cirugía, endocrinología, psiquiatría, psicología, nutriología, medicina interna y medicina del deporte, así como personal de enfermería especializado.
Otras indicaciones importantes:
1. Edad entre 18 y 60 años.
2. IMC > 40 kg/m² o un IMC de 35-40 kg/m² asociado a comorbilidad mayor (diabetes mellitus tipo 2, hipertensión arterial sistémica, apnea del sueño, dislipidemia, enfermedad articular)
3. Obesidad con evolución mayor a cinco años.
4. Fracasos repetidos al tratamiento médico.
5. Riesgo quirúrgico bajo a moderado.
6. Evaluación psicológica y psiquiátrica que indique la ausencia de contraindicaciones (psicosis, bulimia, etc.).
7. Ausencia de alcoholismo o farmacodependencia.
8. Ausencia de contraindicaciones médicas (nefropatía avanzada, neoplasias, etc.).
9. Ausencia de alteraciones endocrinas “activas”.
10. Capacidad de comprensión y colaboración.
11. Compromiso de seguimiento postoperatorio.[3][19]

## Evaluación psicológica
Debido a que la obesidad se considera multifactorial, donde los factores genéticos, metabólicos y conductuales resultan determinantes. Desde el punto de vista conductual al hacer dieta se sustituyen los controles fisiológicos por un control cognitivo, el cual tiende a fallar por la presión fisiológica (el hambre), el estrés, ansiedad, síntomas depresivos, consumo de alcohol, estímulos alimenticios y poca voluntad.
Cabe resaltar la trascendencia y determinación que tienen los aspectos psicológicos en la producción y mantenimiento de la obesidad. Estos factores precipitan y perpetúan el consumo exagerado de alimentos, por lo que deben contemplarse si se pretende mantener un peso adecuado. La atención de las características psicológicas es de fundamental importancia, de lo contrario la persona difícilmente será capaz de comprometerse adecuadamente con el tratamiento, y por consecuencia tendrá mayor dificultad para bajar de peso y/o mantenerlo.
Desde el punto de vista psicológico una de las características de muchos obesos es la dificultad para identificar y expresar las propias emociones, lo cual hace que recurran a comer en exceso como una estrategia maladaptativa para lidiar con ellas.

## Contraindicaciones
Entre las contraindicaciones relativas están: edad menor de 13 años y mayores 65 años en adultos, alto riesgo anestésico por problemas cardiorrespiratorios y obesidad de origen congénito o endocrino.
Las contraindicaciones psicológicas relativas para la cirugía bariátrica son: enfermedades psiquiátricas, tales como depresión mayor, bulimia nerviosa; abuso de sustancias, tales como cocaína, anfetamina, morfina, o alcohol. En estos casos es recomendable tanto para el éxito de la cirugía (pérdida de peso) como para la salud mental de estos pacientes, recibir un tratamiento previo y un seguimiento estricto en el postoperatorio. Además, diversos estudios concluyen que la pérdida de peso puede conducir a otras conductas de riesgo, como el consumo de sustancias como el alcohol o el tabaquismo. Con respecto a las contraindicaciones absolutas, estas son todas las enfermedades psiquiátricas que impidan cooperar y entender en forma global el tratamiento, tales como el trastorno de personalidad limítrofe, la esquizofrenia o cualquier enfermedad psicótica crónica, y pacientes con abuso o dependencia de alcohol y drogas.

## Riesgos y complicaciones
Además de los riesgos y complicaciones comunes a todo tratamiento quirúrgico de alta complejidad, los más frecuentes de la cirugía bariátrica son:
- Vómitos persistentes (causados por comer en exceso)
- Dificultad para tragar
- Rotura de la línea de grapado (y posible derrame de ácidos gástricos)
- Dehiscencia de sutura
- Úlceras
- Distensión de la bolsa gástrica y distensión abdominal dolorosa
- Deficiencias nutricionales que pueden producir anemia u osteoporosis.

Las complicaciones por la cirugía o morbilidad quirúrgica se dan en alrededor del 10%.

### Mortalidad
La mortalidad varía dependiendo de la publicación: de 0,2% a 1,5%. Su causa más frecuente es el embolismo pulmonar y la falla multisistémica. La mortalidad es más alta en pacientes de género masculino, edad mayor de 65 años, y depende de la experiencia del grupo quirúrgico que realice el procedimiento, lo que refuerza la importancia de la curva de aprendizaje. Se ha reportado una mortalidad del 5% en grupos que realizan menos de diez procedimientos por año y del 0,3% en grupos con grandes volúmenes de pacientes.